# Julian Cash
Julian Cash (født 29. august 1996 i Brighton, Storbritannien) er en professionel tennisspiller fra Storbritannien.